# 茶叶卫矛
茶叶卫矛（学名：Euonymus theifolius）为卫矛科卫矛属的植物。分布在尼泊尔、锡金、克什米尔、印度以及中国大陆的四川、西藏、贵州、云南等地，生长于海拔600米至2,050米的地区，常生长在山坡岩石上及石旁，目前尚未由人工引种栽培。